# Hugo Biermann
Hugo Hendrik Biermann (* 6. August 1916 in Johannesburg; † 27. März 2012 in Silvermine, Fish Hoek) war ein südafrikanischer Admiral und von 1972 bis 1976 der Chef der Streitkräfte SADF.

## Vorfahren
Unter den Vorfahren von Hugo Biermann war ein aus Hamburg stammender Schneider, der im 18. Jahrhundert in die Kapkolonie auswanderte und als Soldat in der Niederländischen Ostindien-Kompanie (VOC) diente. Die Familie entwickelte sich in der Kapkolonie als Wagenbauer und Grobschmiede in den Regionen um Durbanville und Paarl. Der Großvater von Hugo Biermann kämpfte im letzten Burenkrieg gegen die Briten.

## Leben
Biermann begann seine Schulzeit an der Braamfontein Afrikaans medium school, setzte sie an der Volk Skool in Heidelberg fort und schloss sie an der Jan van Riebeeck High School in Kapstadt mit dem junior certificate grade 10 ab. Danach nahm er von 1932 bis 1933 an einer Marineausbildung auf dem Navy-Schulschiff General Botha teil. Nach zwei Jahren wechselte er in den Dienst der British Merchant Navy, wo er bis 1938 als Kadett tätig war. Im Anschluss stand Biermann im Dienst des Maritime Department of the South African Railways and Harbors (SAR&H). Nun erwarb er das Master Mariner’s Certificate of Competency, ein hohes Kapitänspatent.
Im Jahre 1938 trat Biermann als Sub-Lieutenant in die Royal Naval Volunteer Reserve, SA division ein. Dieser Schritt führte ihn im Verlaufe des Zweiten Weltkriegs auf einem Minenräumboot zu Einsätzen in das Mittelmeer. Als Kommandant des Bergungsschiffes HMSAS Gamtoos, das eine wichtige Rolle, vor allem nach der Landung der Alliierten 1944 in Südfrankreich, spielte, trug er zur Sicherung wichtiger Häfen wie dem von Marseille bei. Neben seiner Beförderung zum Lieutenant-Commander verlieh man ihm den OBE (Order of the British Empire).
Nach Ende des Zweiten Weltkriegs diente er der South African Navy in verschiedenen Dienststellungen, so als Kapitän der SAS Bloemfontein und als Erster Offizier des Minenräum-Squadron. 1950 trat Biermann eine Dienststellung im Bereich des Director-General der SA Naval Forces im Hauptquartier der Streitkräfte in Pretoria an.
Zwei Jahre später absolvierte Biermann in Greenwich einen British Naval Staff Course und wurde danach im Rang Commander als Marineattaché im South African House in London verwendet. Zudem war er an der Entwicklung der South African Navy als schrittweise unabhängiger werdender Teil der Royal Navy beteiligt.  Am  1. Dezember 1952 erhielt Biermann seine Berufung zum Naval and Marine Chief of Staff (Marine-Stabschef) und wurde in den Rang Commodore befördert.
In der Mitte der 1950er Jahre reisten Verteidigungsminister Erasmus und Biermann mehrfach nach London, um in Gesprächen die oberste Führung der Royal Navy davon zu überzeugen, den Marinestützpunkt Simon’s Town Naval Base an die Südafrikanische Union zu übergeben. Als Gegenargument wurde der Delegation wiederholt vorgehalten, dass Südafrika mit seiner Marine nicht bereit sei, den südlichen Seeweg um den afrikanischen Kontinent herum im Sinne der Westmächte während des Kalten Kriegs zu sichern. Als Südafrika bereits international wegen seiner Rassenpolitik geächtet war, setzte es in den 1970er Jahren diese Argumentation gegen die Westmächte ein.
In den Verhandlungen zum Simon’s Town Agreement, was für Südafrika eine weitere Unabhängigkeit von Großbritannien erbrachte, hatte Biermann eine wesentliche Rolle gespielt. Mit seiner Ernennung zum Standortkommandanten der Simon’s Town Naval Base am 1. April 1957 erfolgte die Beförderung zum Rear-Admiral. Ein weiterer beruflicher Aufstieg kam zum 1. Dezember 1965 mit der Berufung zum Vice Admiral und der Übernahme der Funktion als Commander Maritime Defence, South African Defence Force. Dieser Aufstieg in den Posten des Chief of the Navy erfuhr Unterstützung aus den Reihen der Nasionale Party. Seine Berufung in diese Position löste interne und öffentlich ausgetragene Diskussionen (Sunday Times) aus, weil er als Afrikaaner galt und andere sich bei dieser Entscheidung übergangen fühlten. Der damalige südafrikanische Verteidigungsminister Frans Erasmus übte danach auf ihn erfolglos Druck aus, vorzugsweise burische Offiziere an Stelle häufig besser qualifizierter englischsprachiger Marineangehöriger zu fördern.
Biermann gelangte schließlich in das höchste militärische Amt der Streitkräfte. Am 31. Januar 1972 kam es zur Ernennung zum Temporary Admiral und mit Wirkung vom 1. April 1972 zur Übernahme des Postens Chief of the South African Defence Force (SADF), des Oberkommandierenden der südafrikanischen Streitkräfte.
Als Biermann 1974 die Nachfolge von Rudolph Hiemstra als Chef der SADF übernahm, traf er sich in Washington bei mehreren geheimen Treffen mit der Spitze des US-amerikanischen Joint Chiefs of Staff, um für ein engeres Verhältnis zwischen den beiden Ländern zu werben. Eine militärische Allianz mit Südafrika schien zu diesem Zeitpunkt von Interesse zu sein, wenn das Land diesen wichtigen Seeweg im Interesse der westlichen Politik zu schützen hätte.
Biermanns Amtszeit als Chef der Streitkräfte ist mit einem politischen Wandel im südlichen Afrika verknüpft. Als im Jahre 1975 südafrikanische Militäraktionen tief in Angola gegnerische Standorte bekämpften und der Konflikt mit der SWAPO an der Grenze zwischen Südwestafrika/Namibia und Angola sich verschärfte, widerstand Biermann den Bestrebungen in Politik und Militär seines Landes, diesen Krieg weiter auszudehnen. Er war maßgeblich an der Entscheidung beteiligt, alle Truppen Anfang 1976 aus Angola zurückzuziehen. Der damalige Truppenabzug aus Angola fiel mit seinem Ausscheiden aus der SADF im August 1976 zusammen.

## Persönliches
Für viele Jahre war Biermann im Vorstand des früheren South African National War Museum (heute Teil des Ditsong National Museum of Natural History) als offizieller Vertreter der South African Navy aktiv.
Von seinem Umfeld und außenstehenden Beobachtern wurde Biermann als taktvoll im Umgang mit der politischen Situation, in der er dienen musste, anerkennend wahrgenommen. Biermann war von Kindheit an beeinflusst worden, alle Südafrikaner zu respektieren, unabhängig von ihrer ethnischen Herkunft oder ihrem Glaubensbekenntnis. Als Beispiel dafür erklärte er 1966 seine Absicht, schwarzen Südafrikanern den Dienst in der Marine zu eröffnen, und wandte sich gegen Regierungsaktivitäten, die ansässigen kapmalaischen Händlerfamilien mit ihren Unternehmen aus Simon’s Town umzusiedeln.
Bei Antritt seines Ruhestandes am 31. August 1976 lebte er mit seiner Familie in Muizenberg. Biermann war mit seiner schottischstämmigen Frau Peggy verheiratet. Beide hatten zwei Kinder, eine Tochter und einen Sohn.